# بحنين (المنية)
بحنبن أو زوق بحنين هي قرية لبنانية من قرى قضاء الضنية في محافظة الشمال. تصل مساحتها إلى 809 هكتارات، وهي مجموع مساحة الريحانية ومزرعة عرطوسي وبحنين، إذ أن جميع هذ البلدات موحدة عقاريا.